# Kościół Najświętszego Serca Pana Jezusa w Cerkwicy
Kościół pw. Najświętszego Serca Pana Jezusa – kościół parafialny we wsi Cerkwica, w województwie zachodniopomorskim, powiecie gryfickim, gminie Karnice. Reprezentuje gotycką architekturę sakralną z XV wieku.

## Historia
Kościół w Cerkwicy powstał w XV wieku. W XVIII stuleciu dodano drewnianą wieżę, a pod koniec XIX wieku, od strony południowej, dobudowano kruchtę. W czasach powojennych kościół poświęcony został 19 lutego 1947 roku, a parafia została utworzona 4 marca 1974 roku. 

## Architektura
Gotycka bryła kościoła wzniesiona jest z cegły na planie prostokąta. Do środka kościoła prowadzi portal który zdobi ostrołukowa archiwolta z pięcioma cofającymi się łukami (kościół posiada także dwa boczne wejścia). Główne pomieszczenie świątyni poprzedza kruchta, nad którą wznosi się drewniana wieża z wysokim hełmem wiciowym. Budowle przykrywa dach dwupołaciowy. Ściany kościoła od wewnątrz są rozrzeźbione niszami, a za sklepienie służą belki stropowe. 

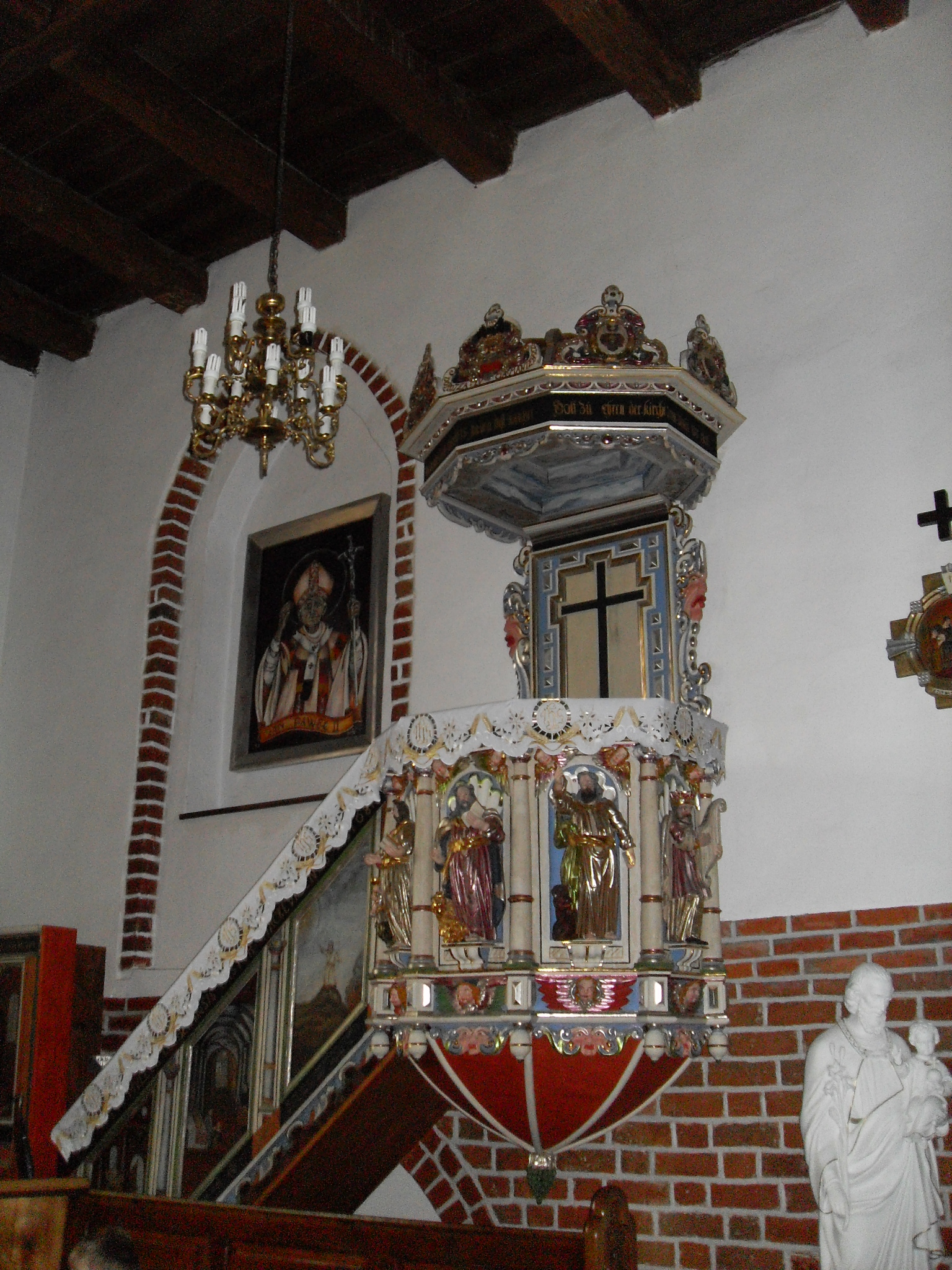
Wnętrze kościoła - ambona

We wnętrzu kościoła znajduje się XVII-wieczny ołtarz, ambona i chrzcielnica. Od czasów reformacji, aż do 1945 r. zabytek znajdował się w rękach wyznawców religii protestanckiej. 
Opodal wzgórza kościelnego Dzwonnik znajduje się studnia, przy której św. Otton z Bambergu udzielał chrztu w latach 1124–1125.

Na terenie przykościelnym znajduje się drewniany krzyż na kamiennym postumencie, najprawdopodobniej z XIX wieku oraz figura Jezusa Miłosiernego. Niedaleko kościoła opodal wzgórza kościelnego Dzwonnik znajduje się znajduje się studnia, przy której św. Otton z Bambergu miał udzielać chrztu w latach 1124–1125.